# Yttre Bredskär
Yttre Bredskär är en ö i Åland (Finland). Den ligger i Skärgårdshavet och i kommunen Kökar i landskapet Åland, i den sydvästra delen av landet. Ön ligger omkring 54 kilometer öster om Mariehamn och omkring 230 kilometer väster om Helsingfors.
Öns area är 8,1 hektar och dess största längd är 0,6 kilometer i sydväst-nordöstlig riktning. Ön höjer sig omkring 10 meter över havsytan.
Runt Yttre Bredskär är det glesbefolkat, med 11 invånare per kvadratkilometer.